# Phyllodactylus davisi
Phyllodactylus davisi este o specie de șopârle din genul Phyllodactylus, familia Gekkonidae, descrisă de Dixon 1964. A fost clasificată de IUCN ca specie cu risc scăzut. Conform Catalogue of Life specia Phyllodactylus davisi nu are subspecii cunoscute.